# Аерофілателія

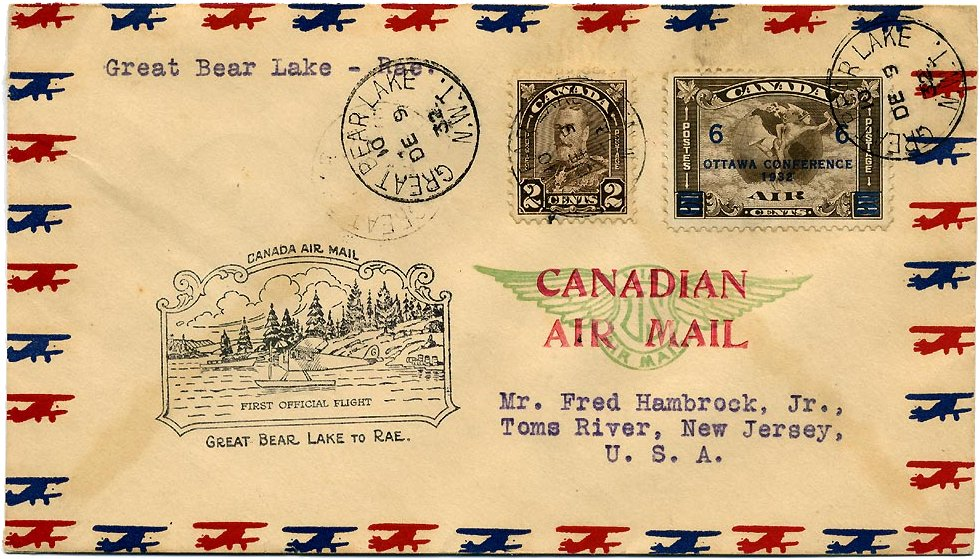
Цей канадський конверт, випущений з нагоди першого офіційного авіапоштового польоту в 1932 році за маршрутом Велике Ведмеже озеро — Рей (Rae), містить спеціальний художній малюнок (cachet) і авіапоштову марку з надпечаткою

Аерофілателія — розділ філателії, що спеціалізується на вивченні повітряної пошти, включаючи авіапошту та інші способи доставки поштової кореспонденції по повітрю.

## Опис
Філателісти стежать за розвитком повітряної пошти з самого початку сучасного перевезення пошти по повітрю, при цьому ретельно вивчаючи і документуючи всі аспекти авіапоштового повідомлення.
Об'єктами аерофілателії служать:
- авіапоштові марки, офіційні і неофіційні;
- віньєтки (такі як авіапоштові наклейки);
- поштові документи, що пересилаються по повітрю;
- поштові штемпелі, що мають відношення до повітряного транспорту;
- тарифи та маршрути, особливо перші польоти та інші «спеціальні» польоти (рейси);
- пошта, що вціліла після авіаційних катастроф та інших подій.

Основним об'єктом вивчення повітряної пошти є авіапошта, тобто перевезення поштових відправлень літаком. Разом з тим виділяються такі підгалузі, як аеростатна, дирижабельна та ракетна пошта. Суміжною областю філателії є астрофілателія, що охоплює вивчення космічної пошти.

## Організації

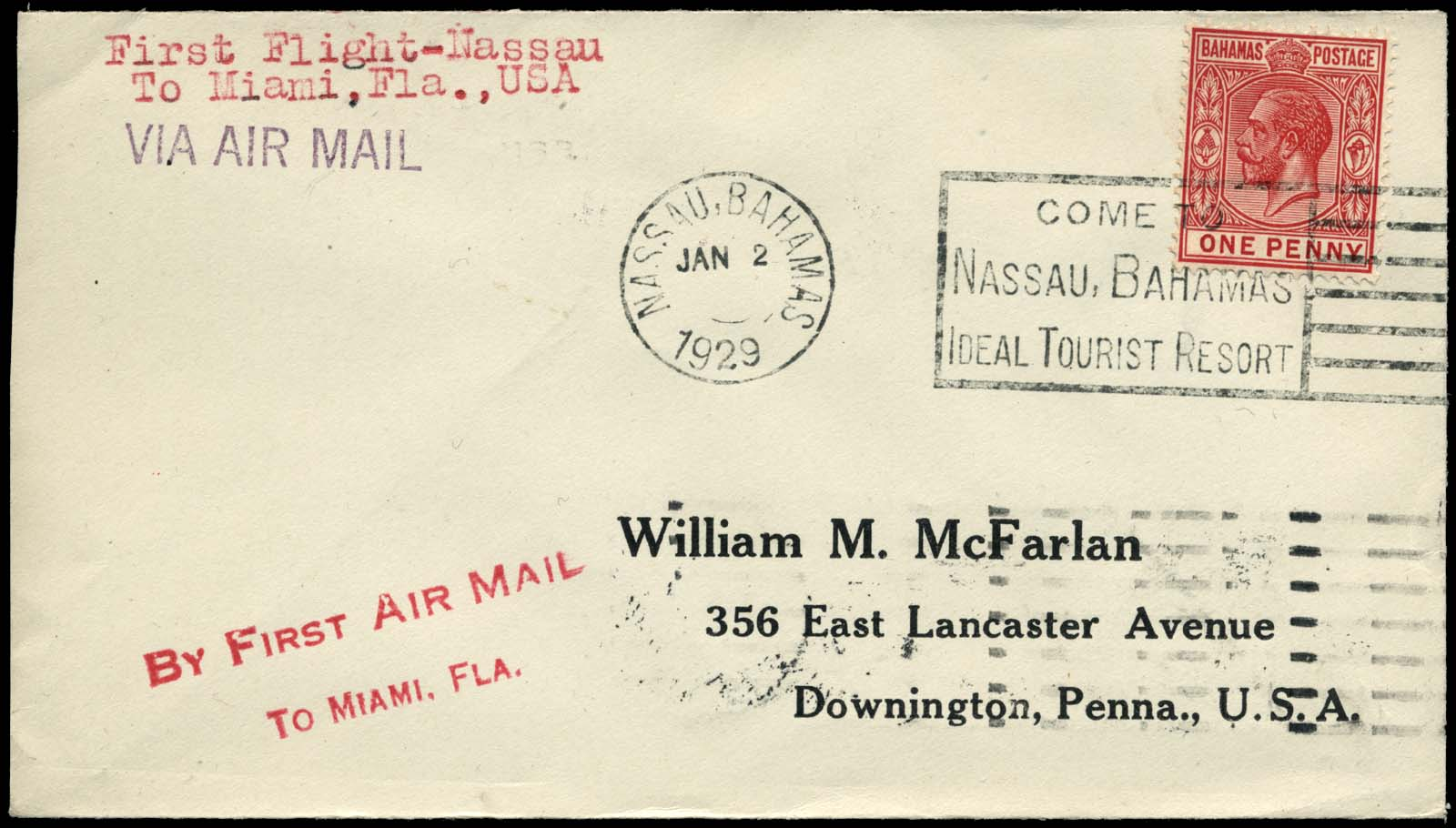
Конверт авіапошти, відправлений 2 січня 1929 року першим рейсом з Нассау (Багами) в Маямі (Флорида)

Провідною міжнародною організацією аерофілателії є Міжнародна федерація аерофілателістичних спілок (ФИСА; від фр. Federation Internationale des Societes Aerophilateliques — FISA). Разом з нею, аерофілателістами по всьому світу створений ще ряд організацій, багато хто з яких публікує різноманітні спеціалізовані видання:
- Американська авіапоштова спілка (англ. American Air Mail Society[en])
- Британська авіапоштова спілка (англ. British Air Mail Society)
- Канадська спілка аерофілателії (англ. Canadian Aerophilatelic Society)
- Ірландська авіапоштова спілка (англ. Irish Airmail Society)
- Авіапоштова спілка Нової Зеландії (англ. Air Mail Society of New Zealand)